# Оберланген
Оберланген (њем. Oberlangen) општина је у њемачкој савезној држави Доња Саксонија. Једно је од 60 општинских средишта округа Емсланд. Према процјени из 2010. у општини је живјело 937 становника. Посједује регионалну шифру (AGS) 3454040.

## Географски и демографски подаци
Оберланген се налази у савезној држави Доња Саксонија у округу Емсланд. Општина се налази на надморској висини од 9 метара. Површина општине износи 22,1 km². У самом мјесту је, према процјени из 2010. године, живјело 937 становника. Просјечна густина становништва износи 42 становника/km².